# Zanim dopadnie nas czas
Zanim dopadnie nas czas (ang. A Visit from the Goon Squad) – książka amerykańskiej autorki Jennifer Egan. Zdobyła Nagrodę Pulitzera w dziedzinie beletrystyki w 2011 roku. Powieść została wydana w 2010 roku nakładem domu wydawniczego Alfred A. Knopf, wydania polskiego dokonał natomiast Dom Wydawniczy Rebis w roku 2011.

## Kompozycja
Książka składa się z trzynastu rozdziałów, z których każdy przypomina osobne opowiadanie. Rozdziały różnią się od siebie miejscem i czasem akcji oraz bohaterami, którzy się w nich pojawią. Każdy jest też osobno zatytułowany. Na tej podstawie niektórzy krytycy i recenzenci opisywali książkę Egan jako zbiór opowiadań, a nie powieść. Jednakże liczne powiązania między wydarzeniami rozgrywającymi się w poszczególnych rozdziałach, włącznie z pojawianiem się w różnych miejscach tych samych bohaterów pozwala raczej nazwać „Zanim dopadnie nas czas” powieścią. Podobnie czyni również sama autorka. Oprócz podziału na rozdziały w powieści występuje również dwuczęściowy podział na części A i B, co stanowi nawiązanie do słów jednego z bohaterów powieści, Scotty’ego „A to moment, kiedy gramy w jednej kapeli i kochamy się w jednej dziewczynie. B jest teraz.” Jednakże rozdziały z części B nie są chronologicznie późniejsze względem części A, w obu częściach chronologia jest mocna zachwiana. Pod tym względem książka przypomina układankę – czytelnik sam musi odtworzyć przebieg zdarzeń i powiązania pomiędzy poszczególnymi bohaterami ze strzępów informacji, które są mu dostarczane w pozornie chaotycznej kolejności.

## Fabuła
W książce ciężko wyróżnić główną linię fabularną, gdyż składa się na nią kilka różnych historii luźno połączonych w jedną całość. Jednakże owe historie koncentrują się głównie na kilku głównych bohaterach, którzy przedstawienie są w różnych momentach swojego życia. Każdy z początkowych rozdziałów traktuje o innym bohaterze lub grupie bohaterów, w późniejszych partiach książki natomiast poszczególne wątki są rozwijane i łączą się w jedną całość. Kilkoro głównych bohaterów pojawia się wielokrotnie w różnych rozdziałach, dzięki czemu czytelnik poznaje kolejne wątki z ich biografii, a liczne wątki poboczne, pozornie ze sobą nie powiązane okazują się łączyć ze sobą w często zaskakujący sposób. Głównym tematem książki jest dojrzewanie i starzenie się bohaterów na przemian dokonujących się w Stanach Zjednoczonych i na świecie. Przede wszystkim chodzi o kryzys powstałej w latach sześćdziesiątych i siedemdziesiątych dwudziestego wieku kultury rockowej oraz poglądów i wartości przez nią reprezentowanej.

## Czas i miejsce akcji
Akcja powieści toczy się głównie w Nowym Jorku, ale częściowo także w Kalifornii, Rzymie, Neapolu i Afryce. Czas akcji obejmuje okres od końca lat sześćdziesiątych XX wieku aż do współczesności, a nawet niedalekiej przyszłości. Nowy Jork jest miejscem, do którego trafiają bohaterowie po licznych życiowych perypetiach i próbują ułożyć swoje życie od nowa. Rozdziały toczące się w Europie i w Kalifornii rozgrywają się chronologicznie wcześniej, kiedy główni bohaterowie są młodzi i zbuntowani. Przeniesienie się do Nowego Jorku stanowi jednocześnie zmianę stylu życia i czas rewizji młodzieńczych ideałów. Motyw przeprowadzki do Nowego Jorku znaleźć można w wielu innych tekstach kultury jak na przykład w serialu Californication, gdzie jest ona skorelowana ze spadkiem artystycznej kreatywności głównego bohatera. Jest ona także obecna w życiorysie Jennifer Egan, autorki powieści.

## Bohaterowie
Bennie Salazar – pochodzi z rodziny latynoskiej, w szkole średniej basista zespołu „Płonące Wibratory”. Po spotkaniu z Lou zostaje producentem muzycznym. Założyciel i wieloletni dyrektor wytwórni płytowej „Świńskie Ucho”. Zostaje usunięty z tego stanowiska przez zarząd z powodu jego niechęci do nowoczesnej produkcji muzycznej. Od tego czasu zepchnięty na margines świata muzycznego, działa jako niezależny producent promujący niszowe zespoły. Powraca w wielkim stylu za sprawą koncertu Scotty’ego – dawnego znajomego z „Płonących Wibratorów”, który zorganizowała i wypromował przy pomocy sieci komórkowych i serwisów społecznościowych. Żonaty i rozwiedziony ze Stephanie, ma z nią syna, który mieszka z matką.
Scotty – gitarzysta zespołu „Płonące wibratory”, utalentowany, lecz niespełniony muzyk. Po krótkotrwałym małżeństwie i rozwodzie z Alice, swoją miłością ze szkoły średniej, mieszka samotnie w Nowym Jorku. Przez większość czasu bezrobotny, utrzymuje się z dorywczych prac do czasu, kiedy ponownie spotyka Benniego Salazara, który nakłania go, by ponownie zajął się muzyką. W ostatnim rozdziale książki ma miejsce wielki koncert Scotty’ego zorganizowany przez Benniego. Podczas koncertu Scotty gra swoje piosenki pisane do szuflady przez wiele lat. Koncert okazuje się być muzycznym wydarzeniem roku, przynosi sławę zarówno Benniemu jak i Scotty’emu.
Sasha – pierwsza bohaterka z jaką spotyka się czytelnik. Pojawia się w pierwszym rozdziale jako samotna kleptomanka, która niedawno straciła pracę, jednak w późniejszych opisane są dalsze szczegóły jej biografii. Rodzice Sashy rozwidli się gdy była dzieckiem, a jej relacje z ojczymem nie były najlepsze. W szkole średniej zdecydowała się na ucieczkę z domu, jeździła po świecie, spędziła kilka lat w Europie. Po powrocie do Stanów zdecydowała się wznowić edukację, zapisała się do koledżu w Nowym Jorku. Tam związała się z Drew, kolegą z roku. Po śmierci Roba przez dwanaście lat pracowała jako asystentka Benniego Salazara w wytwórni Świńskie Ucho. Kiedy Bennie stracił wytwórni wyszła za Drew, a z rozdziału dwunastego można się dowiedzieć, ze ma z nim dwoje dzieci.
Lou – gwiazda rocka mieszkająca w wilii w Los Angeles. Ma sześcioro dzieci z trzech różnych małżeństw. Jest niewiernym mężem, zabiera swoją dużo młodszą kochankę Mindy na safari, w którym uczestniczy także dwoje jego dzieci, a kilka lat później nawiązuje romans z Jocelyn i Rheą, które są wówczas licealistkami. Niewiele wiadomo o jego biografii poza tym, że prowadził życie stereotypowej gwiazdy rocka pełne imprez, narkotyków i przelotnych romansów. Nie jest jednakże przedstawiony jako postać jednoznacznie negatywna. Pomaga zaistnieć „Płonącym Wibratorom”, inspiruje Benniego, by zajął się produkcją muzyczną. Pod koniec życia, gdy po latach odwiedzają go Rhea i Jocelyn, ukazany jako niedołężny i schorowany człowiek opuszczony przez przyjaciół w niczym nie przypominający samego siebie z czasów młodości.
Rob – przyjaciel Sashy z czasów koledżu, utonął w rzece, gdy razem z Drew pod wpływem narkotyków poszli pływać w East River. Alex pojawia się w pierwszym rozdziale jako kochanek Sashy, by powrócić pod koniec książki, by stać się jednym z organizatorów koncertu Scotty’ego. Jest żonaty i ma córeczkę, jednak mimo to podejmuje nieudaną próbę odszukania Sashy.
Lulu – córka Dolly, specjalistka od marketingu. Jej nieugięta postawa i nowatorskie podejście do promocji w dużym stopniu przyczyniają się do sukcesu koncertu Scottye’ego. Jako przedstawicielka młodego pokolenia reprezentuje zupełnie inny sposób myślenia o świecie niż pozostali bohaterowie, jednak pokazuje także że różnica pokoleniowa nie stanowi przeszkody dla współpracy.
Dolly – projektantka mody, specjalistka w dziedzinie public relations, matka Lulu. Swego czasu bardzo poważana jako arbiter elegantiarum w Nowym Jorku, wypadł z łask po przyjęciu, na którym jedna z ozdób zawieszonych pod sufitem dotkliwie poparzyła większość gości. Od tego czasu ledwo wiąże koniec z końcem samotnie wychowując córeczkę. Jedyną szansą na większy zarobek jest dla niej pomoc generałowi, władcy totalitarnego państwa. W tym celu wykorzystuje Kitty Jackom, która ma stać się kochanką generała B.
Kitty Jackson – utalentowana aktorka, której zrobiło się głośno za sprawą próby gwałtu dokonanej przez Julesa. Po tym wydarzeniu jej sława przycichła, dostaje coraz mniej ofert pracy, aż w końcu zdesperowana przyjmuje propozycję uczestniczenia w akcji poprawy wizerunku generała B. jako jego kochanka.
Mindy – studentka antropologii, kochanka Lou na wakacjach w Afryce, zwolenniczka antropologii strukturalnej. Po powrocie z safari rzuca studia i już nigdy na nie powraca.
Jocelyn – najlepsza przyjaciółka Rhei z liceum. Jeszcze w szkole średniej nawiązuje romans z Lou – dużo starszym od siebie muzykiem rockowym. Po latach wraca do mieszkania z matką, jest samotna i bezdzietna.
Rhea – przyjaciółka Jocelyn, ze względu na swój wyróżniający się wygląd (rude włosy i piegi) była izolowana przez resztę paczki. Gdy wraz z Rheą przyjeżdżają odwiedzić Lou na łożu śmierci ma już męża i troje dzieci.
Alice – członkini paczki przyjaciół skupionych wokół zespołu „Płonące Wibratory”. W przeciwieństwie do reszty paczki, Alice pochodzi z dobrego bogatego domu, dlatego też grupa zawsze spotyka się u niej. Z tego powodu też zawsze pozostaje na uboczu. O jej względy rywalizują ze sobą Scotty i Bennie. Alice wybiera tego pierwszego, jednak ich małżeństwo nie trwa długo.
Drew – znajomy Sashy z koledżu, a następnie jej mąż. Ma z nią dwoje dzieci – Lincolna i Alison, którzy pojawiają się w przedostatnim rozdziale książki, na który składa się prezentacja stworzona przez Alison na komputerze.
Stephanie – była żona Benniego, matka jego syna Chrisa, który mieszka z nią. W wytwórni Świńskie Ucho pomaga Benniemu, jest odpowiedzialna m.in. za kontrakt z Bosco.
Jules – brat Stephanie, dziennikarz odpowiedzialny za próbę gwałtu na Kitty Jackson, po wyjściu z więzienia dostaje na wyłączność temat samobójczej trasy koncertowej Bosco.
Bosco – podstarzały muzyk rockowy, który lata swojej świetności ma już dawno za sobą. Autor płyty od A do B. Chce zakończyć karierę w spektakularny sposób za sprawą trasy koncertowej pod koniec której miałby popełnić samobójstwo. Plan ten kończy się niepowodzeniem, okazuje się, że gwiazdor nie jest w stanie wyjechać w kolejną trasę.
Rob – przyjaciel Sashy z czasów koledżu, utonął w rzece, gdy razem z Drew pod wpływem narkotyków poszli pływać w East River.

## Odbiór krytyczny
Zanim dopadnie nasz czas została ciepło przyjęta przez krytyków. Książka zebrała wiele pochlebnych recenzji a także zdobyła kilka najbardziej prestiżowych nagród literackich.

### Nagrody
- Los Angeles Times Book Prize(inne języki) (2010)
- Salon Book Award (2010)
- The Tournament of Books (2011)
- Publishers Weekly’s Top 10 Best Books (2010)
- New York Times Best Books of the Year (2010)
- Time Magazine's Best Books of the Year (2010)
- New York Times Notable Book of the Year (2010)
- ALA Notable Book(inne języki) (2011)